# Karl Pilkington
Karl Pilkington, (Manchester, 23. rujna 1972.) je britanski radioproducent, voditelj, glumac i pisac. Sreo je Rickya Gervaisa i Stephena Merchanta prvi put kao producent za The Ricky Gervais Show na XFM 2001. Tijekom snimanja programa Pilkington je dobivao sve više prostora da priča slobodno pošto su Ricky i Steve zapazili kako su mu komentari specifični. Najpoznatiji je po sudjelovanju u TV programu An Idiot Abroad. Također je poznat po podcastu u  The Ricky Gervais Show zajedno s Rickyjem Gervaisom i Stephenom Merchantom. Sudjelovao je i kao glumac u TV seriji Rickyja Gervaisa "Derek".
Napisao je i ilustrirao knjige: The World of Karl Pilkington, Happyslapped by a Jellyfish, Karlology, An Idiot Abroad i nedavno The Further Adventures of An Idiot Abroad.